# Вільянуева-дель-Арсобіспо
Вільянуева-дель-Арсобіспо (ісп. Villanueva del Arzobispo) — муніципалітет в Іспанії, у складі автономної спільноти Андалусія, у провінції Хаен. Населення — 8755 осіб (2010).
Муніципалітет розташований на відстані близько 260 км на південь від Мадрида, 80 км на північний схід від Хаена.
На території муніципалітету розташовані такі населені пункти: (дані про населення за 2010 рік)
- Гутар: 64 особи
- Вільянуева-дель-Арсобіспо: 8691 особа

## Демографія
Динаміка населення (INE ):